# Аборты в Турецкой Республике Северного Кипра
Аборты на Северном Кипре регулируются законом. Турецко-кипрские законы и отношение к аборту считаются относительно либеральными, хотя и критика этой позиции присутствует в обществе.

## Правовые основы
Аборт свободно доступен по просьбе беременной женщины до 10-й недели беременности. После 10-й недели квалифицированный врач всё ещё может сделать аборт, но это зависит от некоторых условий. Если женщина замужем, доктору должно быть предоставлено совместное письменное заявление; если она не замужем и является совершеннолетней, её собственный письменный запрос является достаточным. Если она несовершеннолетняя, заявление подаёт её законный опекун. Если существует опасное для жизни состояние, которое требует аборта по медицинским показаниям, письменный запрос не требуется, при условии, что два специалиста в области осложнений, вызывающих эту необходимость, предоставляют научные и объективные отчёты о том, почему необходим аборт. Если в случае «трудной ситуации» врач должен пожертвовать жизнью плода, чтобы спасти мать, он может это сделать. Условия определены 28-й статьёй Закона 1983 года о Турецко-Киприотской медицинской ассоциации, и никаких ограничений на аборт в вышеупомянутых обстоятельствах нет.
В уголовном кодексе, однако, говорится, что не считается преступлением прекращение беременности в первые десять недель, при условии, что женщина и её муж дают согласие, если женщина замужем. Этот пункт вызвал критику со стороны защитников прав женщин как нарушение права женщины контролировать своё собственное тело. Для совершеннолетних незамужних женщин их собственное согласие считается достаточным.

## Этика и события
Согласно The Continuum Complete International Encyclopedia of Sexuality, никакие врачи на Северном Кипре не хотят проводить аборты по этическим соображениям, а частные клиники осуществляют их в национальном масштабе. В 2014 году, однако, Filiz Besim писал, что врач отказался абортировать плод, зачатый 14-летней в результате изнасилования, так как это было на 20-й неделе беременности, и плод был полностью сформирован. В 2012 году премьер-министр Ирсен Кючюк заявил, что государственные больницы проводят аборты «по связанным со здоровьем или необходимым причинам». В течение того же года относительно либеральные отношения на Северном Кипре обусловили «абортные туры» из Турции, где женщины были запуганы правительственной риторикой и практикой по борьбе с абортами. Suphi Hüdaoğlu, глава Турецко-Киприотской медицинской ассоциации, предсказал, что, если в Турции аборты запретят, Северный Кипр подвергнется «потоку абортов», как это было в случае, когда произошёл наплыв казино (когда казино были запрещены в Турции), и сказал, что они не хотят такого притока.